# Chanel № 5

Пляшечка парфумів Chanel № 5

Chanel № 5 — парфуми, створені у 1921 році Ернестом Бо для кутюр'є Коко Шанель. 
Аромат Chanel № 5 існує в чотирьох варіаціях: парфуми, туалетна вода, парфумована вода і Eau Premiere.

## Історія
До ХХ ст. всі парфуми виготовляли виключно з натуральних матеріалів — ефірних олій, есенцій, смол тощо. Такі парфуми відповідали найвищим екостандартам, однак швидко видихалися, коштували дуже дорого і були одноманітними — максимум комбінація декількох ароматів.
Однак наприкінці XIX ст. хіміки відкрили альдегіди — синтетичні з'єднання, що дозволяли в одному флаконі поєднувати різні аромати.
У 1920 році князь Дмитро Романов, будучи фаворитом Коко Шанель, познайомив її з французьким парфумером Ернестом Бо. Нове знайомство змусило Шанель доповнити свої модні колекції одягу та аксесуарів парфумами. До їх складу увійшли близько 80 інгредієнтів, серед яких — іланг-іланг, сандал, неролі, гаїтянський ветивер і травнева троянда. 5 травня 1921 року в паризькому бутику на вулиці Камбон відбулась презентація аромату Chanel № 5.
В той період парфуми продавалися у кришталевих флаконах, прикрашених золотом та дорогоцінним камінням. Для Chanel № 5 був обраний скляний флакон прямокутної форми, який використовувався для чоловічих парфумів. Перш ніж випустити Chanel № 5 у продаж, Коко організувала закритий клуб улюблениць аромату. У 1924 році Chanel № 5 вийшли у концентрації туалетної води (Eau de Toilette) і одеколону (Eau de cologne), який випускався до 1990 року.
Аромат Chanel № 5 користувався великою популярністю в США та Японії. У 1944 році, під час визволення Парижа, вулицю Камбон заполонили американські солдати, які мріяли отримати дорогоцінний флакон. З 1959 року Chanel № 5 виставлений у Музеї сучасного мистецтва в Нью-Йорку. У 1980-х роках Енді Воргол увіковічнив флакон, присвятивши йому знамениту серію із дев'яти зображень.  
У 1986 році Жак Польж створив парфумовану воду № 5 Eau de Parfum, в якій доповнив верхні ноти «класичної» композиції цитрусовим акордом. У 2007 році він змінив формулу і придумав легку інтерпретацію культового аромату № 5 Eau Premiere. Даний аромат містить всі основні ноти оригінального Chanel № 5. У 2016 році Олів'є Польж представив туалетну воду № 5 L'Eau, а у 2018 році — лімітовану серію червоних флаконів Parfum Red Edition.  

## Сьогодення
Нинішні парфумери Chanel № 5 прагнуть зберегти оригінальний аромат, в початковій версії якого використовувався жасмин в концентрації 4%. Але у зв'язку з заборонами деяких інгредієнтів формула зазнала деяких змін. Міжнародна асоціація парфумерів (IFRA) визнала дубовий мох алергеном, тому акорд моху був замінений синтетичними аналогами або поступився фланкерам.      

## Амбасадори
- Коко Шанель (1937)
- С'юзі Паркер (1957)
- Елі Макгроу (1966)
- Джин Шримптон (1971)
- Катрін Денев (1969—1979)
- Кароль Буке (1986—1997)
- Естелла Воррен (1998—2000)
- Ніколь Кідман (2004—2005)
- Одрі Тоту (2009)
- Бред Пітт (2012)
- Мерілін Монро (2013)
- Жизель Бюндхен (2014)
- Лілі-Роуз Депп (2016—2019)
- Маріон Котіяр (2020—дотепер)